# Düns
Düns è un comune austriaco di 413 abitanti nel distretto di Feldkirch, nel Vorarlberg.